# Faust-Sinfonie

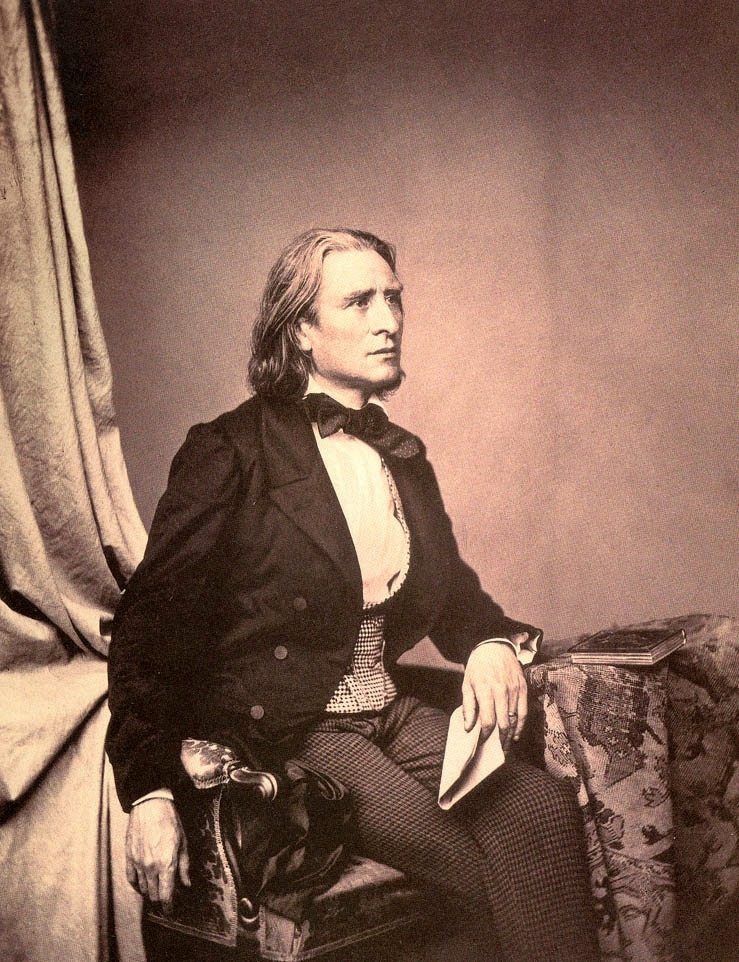
Franz Liszt im Jahr 1858

Eine Faust-Symphonie in drei Charakterbildern, oft kurz als Faust-Sinfonie bezeichnet, ist ein Werk des Komponisten Franz Liszt. Sie ist inspiriert durch Goethes Drama Faust I und stellt eine der Sinfonie-Form nahestehende Sinfonische Dichtung dar. Sie wurde anlässlich der Einweihung des Goethe- und Schiller-Denkmals, des Wieland-Denkmals sowie der Grundsteinlegung des Carl-August-Denkmals am 5. September 1857 in Weimar uraufgeführt, und zählt zu den bedeutendsten Werken des Komponisten.
Obwohl Liszt mit der Arbeit an dem Werk schon früher begonnen hatte – es existieren Skizzen für eine Faust-Sinfonie aus den frühen 1840er-Jahren – entstand die Faust-Sinfonie hauptsächlich im Sommer 1854 in Weimar. Das Werk wurde in den folgenden Jahren überarbeitet, u. a. wurde ein Männerchor zum Finale hinzugefügt, der Auszüge aus dem Faust II singt (Chorus Mysticus), außerdem ein Solotenor.
Die Spieldauer der Sinfonie beträgt etwa 65 bis 70 Minuten, sie wurde für ein Orchester mit der Besetzung drei Flöten (3. auch Piccoloflöte), zwei Oboen, zwei Klarinetten, zwei Fagotte, vier Hörner, drei Trompeten, drei Posaunen, Tuba, Pauke, Schlagwerk, Harfe, Orgel und Streicher geschrieben; im Finale treten Tenorsolo und Männerchor hinzu.

## Satzfolge
Das Werk besteht aus drei Sätzen bzw. Charakterbildern, die den drei Hauptgestalten der Goetheschen Dichtung gelten:
1. Faust
2. Gretchen
3. Mephistopheles

Aufgrund des programmatischen Bezuges kann man die Faust-Sinfonie auch als Sinfonische Dichtung mit Chor bezeichnen. Vergleichbar mit dem Modell der 9. Sinfonie von Ludwig van Beethoven, sprengt sie in der Zweitfassung den Rahmen eines reinen Orchesterwerkes.

## Satzüberblick

### Faust
Der breitangelegte Satz – er dauert annähernd 30 Minuten – trägt Charakteristika einer Sonatenhauptsatzform. Das die langsame Einleitung eröffnende Streichermotiv mit aufsteigenden Dreitongruppen umfasst alle 12 Töne der Oktave und liefert auch Material für das thematische Geschehen des weiteren Satzverlaufes, in dem drei eindeutige Themen erscheinen: Ein bewegtes in c-Moll, ein kantables in E-Dur und ein feierliches in E-Dur. Dieser Satz kann als Synthese der gesamten Sinfonie gesehen werden, wodurch sich auch seine Länge erklärt, viele seiner Themen und Motive werden, auf verschiedene Art verändert und transformiert, im Laufe der Komposition wieder aufgegriffen.

### Gretchen
Der langsame Mittelsatz steht in As-Dur und stellt eine Charakterstudie dar, die einen erzählerischen Verlauf nimmt: Nach der Einleitung durch Flöten und Klarinetten erklingt eine schlichte Oboenmelodie, begleitet durch zarte Figurationen der Solobratsche, welche Gretchens Jungfräulichkeit ausdrückt. Ein Dialog zwischen den Klarinetten und Violinen beschreibt, wie sie naiv, in einem Spiel von „Er liebt mich, er liebt mich nicht“, die Blätter einer Blume zupft. Gretchen ist besessen von Faust; man hört, wie Fausts Thema zunehmend in die Musik einfließt, bis schließlich sein und Gretchens Thema ein leidenschaftliches Liebesduett bilden.

### Mephistopheles
Dieser Teil des Werkes, ein Scherzo, karikiert die Themen des ersten Satzes. Der Anfang, Allegro vivace ironico, erinnert an den Hexensabbat aus der Symphonie fantastique von Hector Berlioz, vielleicht eine Hommage an diesen, da Liszt durch ihn das Werk Goethes kennenlernte.
Mephistopheles, Teufel, Geist der Negation, unfähig, selbst Themen zu erzeugen, nimmt Fausts Themen aus dem ersten Satz auf und verzerrt sie in ironischer, diabolischer Weise. Hier zeigt sich Liszts Begabung zu thematischer Wandlung in voller Größe.
Die Musik gelangt stellenweise durch starken Gebrauch von Chromatik an den Rand der Atonalität. Eine veränderte Version von Fausts zweitem und drittem Thema erzeugt dann eine „infernalische“ Fuge.
Mephistopheles ist allerdings machtlos gegenüber Gretchens Unschuld, so bleibt ihr Thema unverzerrt und verdrängt sogar den Geist der Negation hin zum Ende des Werks. In der heute überwiegend gespielten Zweitfassung erklingt am Ende feierlich der Chorus mysticus. Der Männerchor singt folgende Zeilen aus Goethes Faust:
  Alles Vergängliche

  Ist nur ein Gleichnis;

  Das Unzulängliche,

  Hier wird’s Ereignis;

  Das Unbeschreibliche,

  Hier ist’s getan;

  Das Ewig-Weibliche

  Zieht uns hinan.
Ein Tenor erklingt nun über das Murmeln des Chors und singt die letzten beiden Zeilen, die Macht der Vergebung durch das Ewig-Weibliche beschwörend. Die Sinfonische Dichtung endet in strahlendem Ausklang von Chor und Orchester, unterstützt von gehaltenen Akkorden der Orgel.